# Diszlokáció (tektonika)

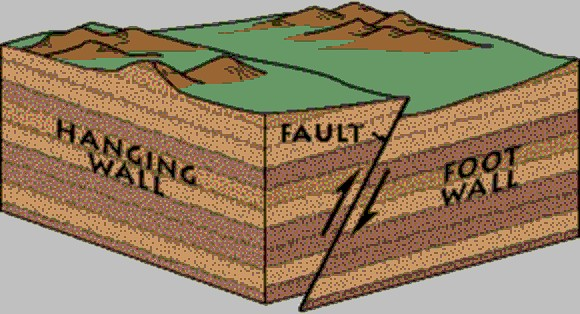
Törésvonal metszete, a nyíllal jelölt elmozdulási térség a diszlokációs zóna

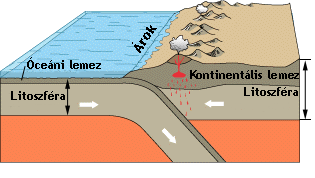
A szubdukció diszlokációs zónája a két lemez közötti felület

A geológiai diszlokáció két kőzettest relatív mozgását jelenti. Az elmozdulás általában törésvonalak (vetők) mentén történik a vetősíkban. A diszlokáció másik jellegzetes előfordulása a lemezperemek térsége, ha a két lemezdarab egymás mellett különböző mértékben mozog. Ez utóbbinak példája a Szent András-törésvonal. Diszlokáció – mivel szintén elmozdulás történik – a szubdukció során az alábukó lemez felső része és a felgyűrődő lemez alsó része közötti mozgás is. A mozgások által érintett térség a diszlokációs zóna.
Törésvonalak mindig nyírófeszültség hatására keletkeznek, amikor egyes kőzettestek különböző sebességgel vagy akár különböző irányokban mozdulnak el. Nyírófeszültséget kelthet vízszintes nagyszerkezeti mozgás, egyes kisebb kiterjedésű területek emelkedése vagy süllyedése. Ezek különböző méretű és jellegű vetődéseket hoznak létre. A diszlokáció környezetére jellemző a dinamikus metamorfózis, azaz a kőzetek és ásványok nagy mechanikai erő hatására átalakulnak. A diszlokációs zóna jellemző kőzetanyaga a vetőbreccsa (tektonikus breccsa, dörzsbreccsa, milonit), amely a vetősíkban lévő, a mozgás hatására felaprózódó, részben metamorfózist szenvedő kőzetből áll.
Az aktív diszlokációs zónák a mozgások szakaszossága vagy a feszültségek felhalmozódása miatt fokozottan földrengésveszélyes térségek. A törésfelületekhez kapcsolódó földrengések általában a vonalhoz illeszkedő, vagy ahhoz közeli epicentrummal törnek ki, ezért kisebb területet érintenek. A vetősíkok többsége 45°-nál nagyobb szöget zár be a felszínnel, jó közelítéssel függőlegesnek tekinthetők. A szubdukciós diszlokáció nagy felületű, mivel a felszínnel általában 45°-nál kisebb szöget zár be, ráadásul kapcsolódik a mozgásokhoz az olvadó alábukó lemezből származó vulkanizmus is.

## Külső hivatkozások
- Displacement
- Dislocation